# Phoenix roebelenii
La palmera Phoenix roebelenii es una planta enana, con una altura máxima de 5 m, pero generalmente su tronco no mide más de 1 m de altura. Su crecimiento es lento. Es endémica del sudeste de Asia, al sudoeste de China (Yunnan), norte de Laos y de Vietnam.

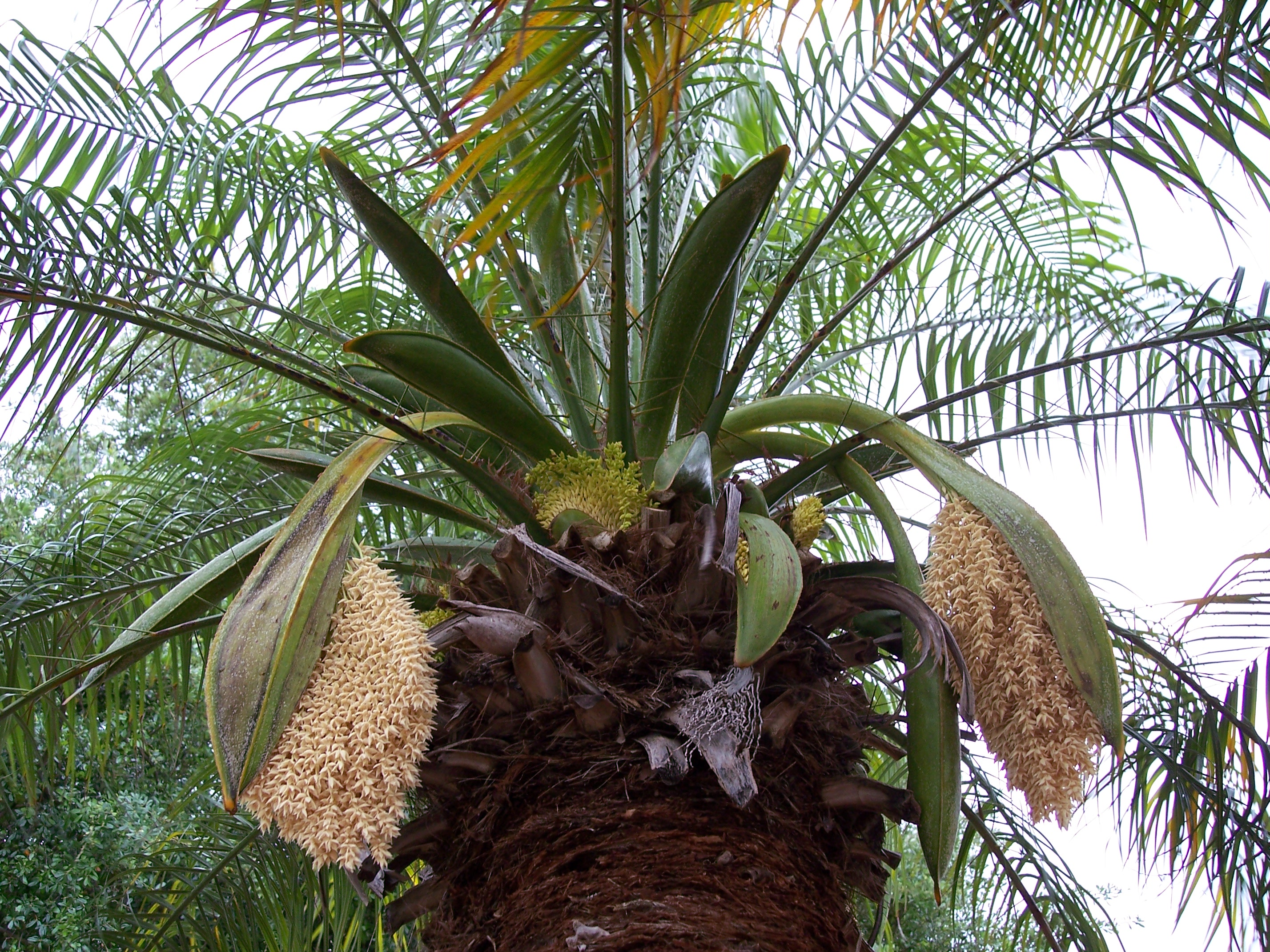
Inflorescencias

## Descripción
Sus hojas son pinnatisectas, de hasta 140 cm de largo, con los segmentos cortos (20 cm de largo), angostos, flexibles, verde brillante, regularmente dispuestos en un solo plano, los basales rígidos, muy punzantes. Sus flores son diminutas, amarillentas, producidas en una inflorescencia de 45 cm de largo, agrupadas en panojas interfoliares protegidas por una espata, de la mitad del largo de las hojas. Florece en verano. Su fruto es una drupa globosa de hasta 1 cm de largo, comestible, de color oscuro al madurar.

## Cultivo y uso
Esta palma pigmea es una popular planta ornamental en regiones tropicales a templadas, como Hawái, Australia, Nueva Zelanda, sur de California, costas de Texas , Florida y C. Valenciana

## Taxonomía
Phoenix roebelenii fue descrito por James O'Brien y publicado en The Gardeners' Chronicle: a weekly illustrated journal of horticulture and allied subjects. ser. 3 6: 475, f. 68. 1889. 
Etimología
Phoenix: nombre genérico que deriva de la palabra griega: φοῖνιξ ( phoinix ) o φοίνικος ( phoinikos ), nombre para la palmera datilera utilizado por Teofrasto y Plinio el Viejo. Es muy probable que se refirieran al fenicio, Phoenix, hijo de Amyntor y Cleobule en la Ilíada de Homero, o al ave fénix , el ave sagrada del Antiguo Egipto.
roebelenii: epíteto